# ريك بور
ريك بور (بالإنجليزية: Rick Burr) هو عسكري أسترالي، ولد في 2 يونيو 1964 في Renmark, South Australia ‏ في أستراليا.